# Kraanmachinist

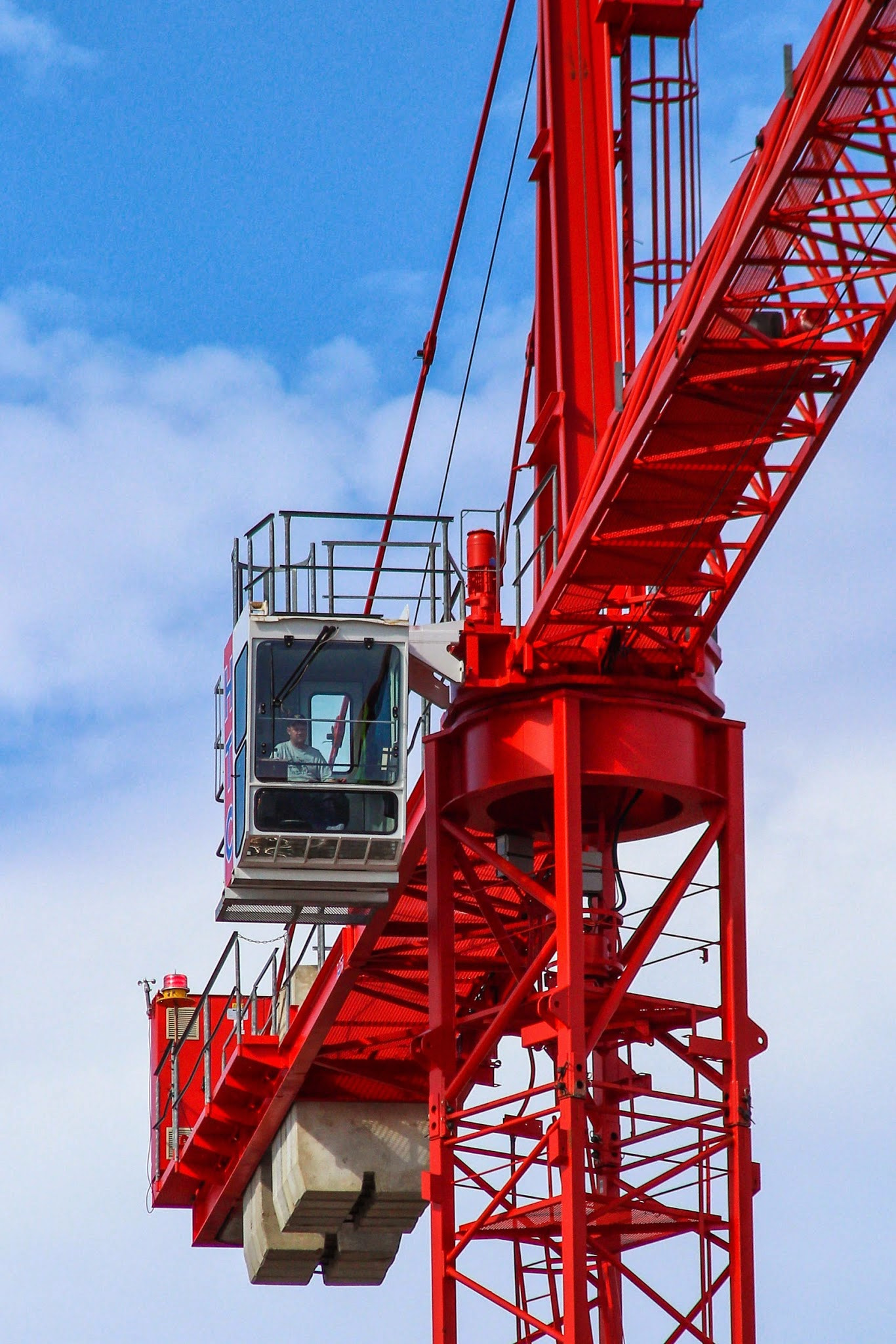
Kraanmachinist

De kraanmachinist is de persoon die een machine zoals een hijskraan bedient. In België is hiervoor de term kraanman gebruikelijk. In Nederland wordt met kraanmachinist ook wel de machinist van een graafmachine aangeduid.
De hand- en armsignalen die vanaf de grond aan een kraanmachinist kunnen worden gegeven zijn gestandaardiseerd en vastgelegd in de Europese richtlijn 92/58/EEG en de Nederlandse Norm NEN 2025.
Moderne kraanmachinisten bevinden zich niet meer in een cabine in de kraan, maar kunnen de kraan vanaf de grond radiografisch, dus op afstand, besturen.
Een van Nederlands bekendste (voormalige) kraanmachinisten (althans zo werd hij door Willem Duys geïntroduceerd) is de Rotterdamse zanger Lee Towers.